# Joana Negrão
Joana Negrão (Setúbal,1983), também conhecida como A Cantadeira, é uma instrumentista, compositora, cantora e letrista portuguesa.       

## Biografia
Joana Negrão nasceu em 1983, em Setúbal. 
Com 18 anos muda-se para Lisboa, para estudar na Faculdade de Ciência Sociais e Humanas da Universidade Nova de Lisboa, onde se forma em História e Arqueologia.  Paralelamente, ainda em Lisboa, estudou canto com Ana Leonor Pereira e gaita de fole na Associação Gaita de Foles. 
Começou a carreira artística em 1999, colaborou com várias bandas, fez parte da banda Dazkarieh e fundou com Vasco Ribeiro Casais o grupo Seiva, do qual também faz parte Rita Nóvoa, em 2014.  Dez anos mais tarde, lança o seu projecto a solo, com o pseudónimo de A Cantadeira, com o qual grava o disco Tecelã. 
É também autora do livro Da seiva à árvore: uma viagem a cantar, editado pela Repasseado, a editora e agência que fundou com Vasco Ribeiro Casais, em 2019. 

## Prémios e reconhecimento
O seu primeiro disco a solo, intitulado Tecelã, passou a fazer parte da lista Discos Antena1, em 2024.  Com o mesmo trabalho, terminou o ano de 2024, em 22º lugar na World Music Charts, onde chegou a estar na quarta posição. 
Ainda em 2024, o álbum foi considerado o Melhor Disco do terceiro trimestre, e ficou em quarto lugar na lista elaborada anualmente pela LImúR (Lista Ibérica de Músicas de Raíz). 
Em 2025, integrou a lista de autores convidados pela RTP, a participar no Festival da Canção, para o qual escreveu e compôs a música Responso à Mulher, que interpretou na segunda semi-final, não tendo passado à final. 

## Discografia
Entre a sua discografia encontram-se: 
- 2004 - Escarpados caminhos, com os Rodapé [21]
- 2006 - A revolta dos badalos, com os Uxu Kalhus
- 2006 - Incógnita alquimia, com os Dazkarieh, editora  Hepta Trad
- 2009 - Transumâncias groove, com os Uxu Kalhus
- 2009 - Hemisférios, com os Dazkarieh, editora  Hepta Trad
- 2015 - Seiva, com Seiva [22]
- 2022 - Murmúrios e Outros Rumores, com Seiva [23]

- 2024 - Tecelã, disco a solo com o alter-ego A Cantadeira, editora Repasseado
- 2025 - Festival da Canção 2025 (Colectânea) [24]

## Ligações Externas
- Canal do Youtube | A Cantadeira
- RTP | Festival da Canção 2025: tema Responso à Mulher, por A Cantadeira
- RDP Internacional | Joana Negrão apresenta o seu projecto a solo, A Cantadeira, no programa Manual de Canções (2024)